# Ціна держави
Ціна держави (англ. cost.ua) — просвітницький проєкт про економіку, податки, бюджет, підприємництво та реформи від аналітичного центру CASE Україна. Проєкт включає сайт із інтерактивними інструментами (податковий калькулятор, пенсійний калькулятор, симулятор бюджету України, калькулятор пального тощо); Facebook-сторінку, Telegram-канал, YouTube-канал.

## Діяльність
Просвітницька кампанія була створена 2013 року.
У 2017 році проєкт переклав та озвучив віртуальний реп-двобій відомих економістів Джона Мейнарда Кейнса та Фрідріха Гаєка, в якому два відомих економісти сперечалися про роль держави в економіці. У рамках кампанії «Ціна держави» були озвучені й інші просвітницькі відео з економічної тематики («Шість історій про економіку», «Що таке фондова біржа і як вона працює» тощо) та опубліковані на YouTube-каналі проєкту.
У 2022 році кампанія здобула нагороду Ayn Rand Award for Advancing Liberty у номінації «Best Think Tank of 2021» за ініціативу «Зроблено за кошти платників податків».
З січня 2023 року телеграм-канал кампанії щоквартально публікує загальну вартість випущених ракет Росією по території України.

## Проєкти

### «Рахунок від держави»
Створений у 2014 році податковий калькулятор «Рахунок від держави» показує, у яку суму платнику податків, залежно від його доходів, обходиться та чи інша стаття витрат уряду. У 2017 році проєкт презентував бізнес-калькулятор для українських підприємців, щоб спростити розрахунки податків. Цей інструмент дозволяє порівняти різні способи сплати податків, вказуючи на оптимальну організаційну форму бізнесу та потенційні витрати на утримання держави.
У 2018 році, перед президентськими виборами, волонтери у 15 містах України пропонували перехожим за допомогою калькулятора «Рахунок від держави» підрахувати свої податки.
У червні 2020-го експерти аналітичного центру «Кейс Україна» та проєкту «Ціна держави» створили доповнення до інтерактивного податкового калькулятора «Рахунок від держави» для журналістів та активістів. Як зазначають розробники, в текст статті про податки журналіст може додати зручний варіант калькулятора податків або сконструювати калькулятор за необхідними параметрами через сайт.

### «Побудовано за твої податки»
У 2020 році напередодні місцевих виборів кампанію на підтримку визнання ролі платників податків у державних витратах. Кампанія включала поширення наліпок «Побудовано за твої податки», створення петиції на сайті Президента України, яка набрала необхідні 25 тисяч голосів та отримала відповідь Зеленського, а також подання до Верховної Ради законопроєктів «Про внесення змін до деяких законів України щодо інформування про використання коштів платників податків». Від 19 жовтня 2021 року закопроєкти подали дві ініціативні групи за керівництва Романа Лозинського та Кіри Рудик.

### Пенсійний калькулятор
У травні 2021 року «Ціна держави» створила пенсійний калькулятор для розрахунку орієнтовного розміру пенсії від держави та суми альтернативного доходу, який українці могли б отримувати якби самі розпоряджалися Єдиним соціальним внеском (ЄСВ).
У калькуляторі потрібно вказати офіційну заробітну платню, в якому віці виходить особа на пенсію, стать та особливі умови. Після чого сервіс покаже суму майбутніх нарахувань.

### «Біла ціна»
У грудні 2021 року, у рамках кампанії CASE Україна запустила просвітню ініціативу «Біла ціна», яка покликана привертати увагу покупців до того факту, що в ціну товару включені непрямі податки, зокрема, ПДВ, а тому купуючи товари чи послуги вони тим самим наповнюють бюджет.

### CostUA Production
У 2023 році «Ціна держави» створила студію CostUA Production sз виробництва відео для YouTube-каналу «Ціна держави». Тематика відео каналу: реформи в Україні (на основі звіту «Економічні пріоритети для повоєнної України» та інших досліджень) та економічна історія країн світу (через призму інших країн демонструється, які реформи потрібні Україні).
Усі відео медіапроєкту ретранслюються на Megogo.

## Нагороди
- 2016 — «Найкращий сайт або блог українською» від конкурсу онлайн-активістів The Bobs[32]
- 2017 — премія «Піранья року» на Форумі організаційного розвитку громадянського суспільства[33]
- 2023 — Ayn Rand Award for Advancing Liberty у номінації «Best Think Tank of 2023» за розробку плану реформ з економічного відновлення України «Економічні пріоритети для повоєнної України»[34]
- 2024 — № 2 у номінації «Найкращий Telegram-канал про фінанси» на «FinAwards 2024» від видань «Мінфін» та «Finance.ua»[35]